# Riccardo Tempestini
Riccardo Tempestini, född 9 oktober 1961 i Florens, är en italiensk vattenpolospelare och -tränare. Han representerade Italien vid olympiska sommarspelen 1988. Han tränar Firenze Pallanuotos damlag sedan 2014.
Tempestini spelade sju matcher och gjorde två mål i OS-turneringen 1988 där Italien blev sjua. Han tog VM-silver i samband med världsmästerskapen i simsport 1986 i Madrid.